# Gouvernement Revilla I
 Cantabrie
Martínez Sieso II Revilla II
Le gouvernement Revilla I est le gouvernement de Cantabrie entre le 4 juillet 2003 et le 12 juillet 2007, durant la VIe législature du Parlement de Cantabrie. Il est présidé par Miguel Ángel Revilla.

## Historique
Le gouvernement entre en fonction le 4 juillet 2003 après publication du décret de nomination au Bulletin officiel de la communauté autonome.

## Composition
| Fonction                                                                                | Titulaire | Titulaire                      | Parti |
| --------------------------------------------------------------------------------------- | --------- | ------------------------------ | ----- |
| Président                                                                               |           | Miguel Ángel Revilla Roiz      | PRC   |
| Vice-présidente Conseillère aux Relations institutionnelles et aux Affaires européennes |           | María Dolores Gorostiaga Saiz  | PSOE  |
| Conseiller à la Présidence, à l'Organisation du territoire et à l'Urbanisme             |           | José Vicente Mediavilla Cabo   | PRC   |
| Conseiller aux Travaux publics et au Logement                                           |           | José María Mazón Ramos         | PRC   |
| Conseiller à l'Économie et aux Finances                                                 |           | Ángel Agudo San Emerito        | PSOE  |
| Conseiller à la Culture, au Tourisme et aux Sports                                      |           | Francisco Javier López Marcano | PRC   |
| Conseillère à l'Éducation                                                               |           | Rosa Eva Díaz Tezanos          | PSOE  |
| Conseiller à l'Élevage, à l'Agriculture et à la Pêche                                   |           | Jesús Miguel Oria Díaz         | PRC   |
| Conseiller à l'Industrie, au Travail et au Développement technologique                  |           | Miguel Ángel Pesquera González | PSOE  |
| Conseiller à l'Environnement                                                            |           | José Ortega Valcárcel          | PSOE  |
| Conseillère à la Santé, à la Consommation et aux Services sociaux                       |           | Rosario Quintana Pantaleón     | PSOE  |